# هولي شيروود
هولي شيروود (بالإنجليزية: Holly Sherwood)‏ هي مغنية أمريكية، ولدت في القرن العشرين.

## وصلات خارجية
- هولي شيروود على موقع IMDb (الإنجليزية)
- هولي شيروود على موقع ميوزك برينز (الإنجليزية)
- هولي شيروود على موقع ديسكوغز (الإنجليزية)